# Космическая навигация
Космическая навигация — определение местоположения космических летательных аппаратов, либо определение местоположения некоторой точки на Земле с помощью искусственных спутников.
В первом случае навигационная задача заключается в определении местоположения летательного аппарата относительно других летательных аппаратов или космических тел и в прогнозировании движения летательного аппарата как материальной точки. Система космической навигации включает в себя как бортовые, так и внешние (находящиеся на другом космическом аппарате или теле) измерительные приборы и вычислительные средства. При этом космическая навигация может осуществляться в автоматическом режиме или с участием человека (космонавта или находящегося на другом космическом теле оператора).
В последнее время для определения местоположения ИСЗ могут также применяться спутниковые системы навигации, в частности
GPS.
Во втором случае навигационная задача сводится к определению широты, долготы и высоты точки на Земле. Система навигации в данном случае состоит из группы искусственных спутников на орбите и устройства, способного принимать сигнал со спутников и обрабатывать полученные данные. Наибольшее распространение получила система навигации GPS. В данный момент идёт разработка европейской системы Галилео.